# Grand Haven
Grand Haven es una ciudad ubicada en el condado de Ottawa en el estado estadounidense de Míchigan. Es sede del condado de Ottawa. En el Censo de 2010 tenía una población de 10412 habitantes y una densidad poblacional de 545,99 personas por km². Está ubicada a la orilla oriental del Lago Míchigan, donde desemboca el Grand River, del cual toma su nombre. En el  Censo de 2000 su población fue 11.168. Se estimó en 2008 que la población había disminuido a unos 10.608.

## Historia
La ciudad fue fundada por exploradores franceses y era un puesto importante en el comercio de pieles.

## Geografía
Grand Haven se encuentra ubicada en las coordenadas 43°3′19″N 86°13′27″O / 43.05528, -86.22417. Según la Oficina del Censo de los Estados Unidos, Grand Haven tiene una superficie total de 19.07 km², de la cual 14.95 km² corresponden a tierra firme y (21.62%) 4.12 km² es agua.

## Demografía
Según el censo de 2010, había 10412 personas residiendo en Grand Haven. La densidad de población era de 545,99 hab./km². De los 10412 habitantes, Grand Haven estaba compuesto por el 95% blancos, el 0.72% eran afroamericanos, el 0.87% eran amerindios, el 1% eran asiáticos, el 0.03% eran isleños del Pacífico, el 0.44% eran de otras razas y el 1.94% pertenecían a dos o más razas. Del total de la población el 2.39% eran hispanos o latinos de cualquier raza.